# Olympische Winterspiele 2018/Eisschnelllauf – Teamverfolgung (Männer)
Die Teamverfolgung im Eisschnelllauf der Männer bei den Olympischen Winterspielen 2018 wurde vom 18. bis 21. Februar 2018 im Gangneung Oval ausgetragen. Olympiasieger wurde die norwegische Mannschaft.

## Rekorde

### Bestehende Rekorde
| Weltrekord         | Sven Kramer Koen Verweij Jan Blokhuijsen ( Niederlande) | 3:35,60 min | Salt Lake City | 16. November 2013 |
| Olympischer Rekord | Sven Kramer Koen Verweij Jan Blokhuijsen ( Niederlande) | 3:37,71 min | Sotschi        | 22. Februar 2014  |

### Neue Rekorde
| Olympischer Rekord | Håvard Bøkko Simen Spieler Nilsen Sverre Lunde Pedersen ( Norwegen) | 3:37,08 min | 21. Februar 2018 |

## Ergebnisse

### Viertelfinale
Die Rennen wurden als Viertelfinale bezeichnet, allerdings schieden die Verlierer nicht direkt aus, sondern wurden nach ihrer Laufzeit gelistet. Die vier besten Mannschaften qualifizierten sich für das Halbfinale.
| Rang            | Land               | Athleten                                                    | Zeit (min) | Defizit (s) | Qualifikation |
| --------------- | ------------------ | ----------------------------------------------------------- | ---------- | ----------- | ------------- |
| Viertelfinale 1 |                    |                                                             |            |             |               |
| 1               | Norwegen           | Sindre Henriksen Simen Spieler Nilsen Sverre Lunde Pedersen | 3:40,09    |             | Halbfinale 2  |
| 2               | Neuseeland         | Shane Dobbin Reyon Kay Peter Michael                        | 3:41,18    | +1,09       | Halbfinale 1  |
| Viertelfinale 2 |                    |                                                             |            |             |               |
| 1               | Südkorea           | Lee Seung-hoon Chung Jae-won Kim Min-seok                   | 3:39,29    |             | Halbfinale 1  |
| 2               | Italien            | Andrea Giovannini Riccardo Bugari Nicola Tumolero           | 3:41,64    | +2,35       | C-Finale      |
| Viertelfinale 3 |                    |                                                             |            |             |               |
| 1               | Japan              | Shane Williamson Shota Nakamura Seitaro Ichinohe            | 3:41,62    |             | C-Finale      |
| 2               | Kanada             | Jordan Belchos Ted-Jan Bloemen Denny Morrison               | 3:41,73    | +0,11       | D-Finale      |
| Viertelfinale 4 |                    |                                                             |            |             |               |
| 1               | Niederlande        | Koen Verweij Sven Kramer Jan Blokhuijsen                    | 3:40,03    |             | Halbfinale 2  |
| 2               | Vereinigte Staaten | Brian Hansen Emery Lehman Joey Mantia                       | 3:42,98    | +2,95       | D-Finale      |

### Endrunde
|  | Halbfinale            | Halbfinale            | Halbfinale            |   |          | A-Finale              | A-Finale              | A-Finale              |
|  |                       |                       |                       |   |          |                       |                       |                       |
|  | 21. Februar 20:22 Uhr |                       |                       |   |          |                       |                       |                       |
|  | 1                     | Südkorea              | 3:38,82 min           |   |          |                       |                       |                       |
|  | 4                     | Neuseeland            | 3:39,53 min           |   |          | 21. Februar 22:17 Uhr | 21. Februar 22:17 Uhr | 21. Februar 22:17 Uhr |
|  |                       |                       |                       | 1 | Südkorea | 3:38,52 min           |                       |                       |
|  | 21. Februar 20:28 Uhr | 21. Februar 20:28 Uhr | 21. Februar 20:28 Uhr |   | 3        | Norwegen              | 3:37,32 min           |                       |
|  | 2                     | Niederlande           | 3:38,46 min           |   |          |                       |                       |                       |
|  | 3                     | Norwegen              | 3:37,08 min (OR)      |   |          | B-Finale              | B-Finale              | B-Finale              |
|  |                       |                       |                       |   |          | 4                     | Neuseeland            | 3:43,54 min           |
|  | 2                     | Niederlande           | 3:38,40 min           |   |          |                       |                       |                       |
|  |                       |                       |                       |   |          | 21. Februar 22:11 Uhr |                       |                       |

|  | C-Finale |         |             |
|  |          |         |             |
|  |          |         |             |
|  | 5        | Japan   | 3:41,62 min |
|  | 6        | Italien | DSQ         |

|  | D-Finale |                    |             |
|  |          |                    |             |
|  |          |                    |             |
|  | 7        | Kanada             | 3:42,16 min |
|  | 8        | Vereinigte Staaten | 3:50,77 min |

### Endstand
| Rang | Land               | Besetzung                                                                |
| ---- | ------------------ | ------------------------------------------------------------------------ |
| 1    | Norwegen           | Håvard Bøkko Sindre Henriksen Simen Spieler Nilsen Sverre Lunde Pedersen |
| 2    | Südkorea           | Lee Seung-hoon Chung Jae-won Kim Min-seok                                |
| 3    | Niederlande        | Koen Verweij Patrick Roest Sven Kramer Jan Blokhuijsen                   |
| 4    | Neuseeland         | Shane Dobbin Reyon Kay Peter Michael                                     |
| 5    | Japan              | Shane Williamson Shota Nakamura Seitaro Ichinohe Ryousuke Tsuchiya       |
| 6    | Italien            | Andrea Giovannini Riccardo Bugari Nicola Tumolero                        |
| 7    | Kanada             | Jordan Belchos Ted-Jan Bloemen Benjamin Donnelly Denny Morrison          |
| 8    | Vereinigte Staaten | Jonathan Garcia Brian Hansen Emery Lehman Joey Mantia                    |